# Дюбуа, Лео
Лео́ Мише́ль Жозе́ф Клод Дюбуа́ (фр. Léo Michel Joseph Claude Dubois; род. 14 сентября 1994, Сегрь) — французский футболист, защитник клуба «Эюпспор» и сборной Франции.

## Клубная карьера
Дюбуа — воспитанник клуба «Нант». 9 мая 2015 года в матче против «Бордо» он дебютировал в Лиге 1. 24 сентября 2017 года в поединке против «Страсбурга» Лео забил свой первый гол за «Нант».

## Международная карьера
Дюбуа впервые был вызван в сборную Франции в мае 2019 года. 2 июня 2019 года он дебютировал в товарищеском матче против Боливии, выйдя на замену Бенжамена Павара на 46-й минуте игры. 9 дней спустя Дюбуа дебютировал за сборную Франции в официальном матче и отыграл каждую минуту в отборочной игре Евро-2020 против Андорры. 10 октября 2021 года Дюбуа вышел на замену на 79-й минуте финального матча Лиги наций УЕФА, в котором Франция одержала победу со счетом 2:1 над Испанией.

## Достижения
«Галатасарай»
- Чемпион Турции: 2022/23

Сборная Франции
- Победитель Лиги наций УЕФА: 2020/21